# Sana'a
Sana'a (cũng được viết là Sanaa hay Sana; tiếng Ả Rập: صنعاء Ṣan‘ā’, phát âm [sˤɑnʕaːʔ], tiếng Ả Rập Yemen: [ˈsˤɑnʕɑ]) là thành phố lớn nhất tại Yemen và là trung tâm của tỉnh Sana'a. Về mặt hành chính thì thành phố không phải một phần của vùng, mà tạo nên một khu riêng gọi là "Amanat Al-Asemah". Theo hiến pháp Yemen, Sana'a là thủ đô của đất nước, dù trụ sở của chính phủ công nhận quốc tế đã được chuyển về Aden sau cuộc đảo chính Yemen 2014–15. Aden đã được tổng thống Abd Rabbuh Mansur Hadi tuyên bố là thủ đô tạm thời vào tháng 3 năm 2015.
Sana'a là một trong những thành phố có dân cư trú liên tục cổ nhất thế giới. Ở độ cao khoảng 2.300 mét (7.500 ft), đây cũng là một trong các thủ đô cao nhất thế giới. Dân số của thành phố là chừng 1.937.500 (2012).
Phố cổ Sana'a, một di sản văn hóa thế giới UNESCO, có phong cách kiến trúc riêng biệt, được thể hiện nổi bật ở những tòa nhà đa phần trang trí bởi những họa tiết hình học. Trong cuộc xung đột diễn ra năm 2015, bom rơi trúng vùng Phố cổ này và gây thiệt hại. Trong khu vực này còn có Al Saleh, nhà thờ Hồi giáo lớn nhất thành phố.

## Khí hậu
Sanaʽa có khí hậu sa mạc lạnh (phân loại khí hậu Köppen: BWk).
| Dữ liệu khí hậu của Sanaa, Yemen         | Dữ liệu khí hậu của Sanaa, Yemen | Dữ liệu khí hậu của Sanaa, Yemen | Dữ liệu khí hậu của Sanaa, Yemen | Dữ liệu khí hậu của Sanaa, Yemen | Dữ liệu khí hậu của Sanaa, Yemen | Dữ liệu khí hậu của Sanaa, Yemen | Dữ liệu khí hậu của Sanaa, Yemen | Dữ liệu khí hậu của Sanaa, Yemen | Dữ liệu khí hậu của Sanaa, Yemen | Dữ liệu khí hậu của Sanaa, Yemen | Dữ liệu khí hậu của Sanaa, Yemen | Dữ liệu khí hậu của Sanaa, Yemen | Dữ liệu khí hậu của Sanaa, Yemen |
| Tháng                                    | 1                                | 2                                | 3                                | 4                                | 5                                | 6                                | 7                                | 8                                | 9                                | 10                               | 11                               | 12                               | Năm                              |
| ---------------------------------------- | -------------------------------- | -------------------------------- | -------------------------------- | -------------------------------- | -------------------------------- | -------------------------------- | -------------------------------- | -------------------------------- | -------------------------------- | -------------------------------- | -------------------------------- | -------------------------------- | -------------------------------- |
| Cao kỉ lục °C (°F)                       | 30 (86)                          | 31 (88)                          | 32 (90)                          | 32 (90)                          | 37 (99)                          | 39 (102)                         | 41 (106)                         | 38 (100)                         | 40 (104)                         | 34 (93)                          | 33 (91)                          | 31 (88)                          | 41 (106)                         |
| Trung bình ngày tối đa °C (°F)           | 22.3 (72.1)                      | 24.7 (76.5)                      | 25.6 (78.1)                      | 24.8 (76.6)                      | 25.7 (78.3)                      | 28.2 (82.8)                      | 26.6 (79.9)                      | 25.9 (78.6)                      | 25.1 (77.2)                      | 22.2 (72.0)                      | 20.3 (68.5)                      | 20.5 (68.9)                      | 24.3 (75.8)                      |
| Trung bình ngày °C (°F)                  | 12.6 (54.7)                      | 14.1 (57.4)                      | 16.3 (61.3)                      | 16.6 (61.9)                      | 18.0 (64.4)                      | 19.3 (66.7)                      | 20.0 (68.0)                      | 19.6 (67.3)                      | 17.8 (64.0)                      | 15.0 (59.0)                      | 12.9 (55.2)                      | 12.4 (54.3)                      | 16.2 (61.2)                      |
| Tối thiểu trung bình ngày °C (°F)        | 3.0 (37.4)                       | 3.6 (38.5)                       | 7.0 (44.6)                       | 8.5 (47.3)                       | 10.4 (50.7)                      | 10.5 (50.9)                      | 13.4 (56.1)                      | 13.3 (55.9)                      | 10.6 (51.1)                      | 7.9 (46.2)                       | 5.5 (41.9)                       | 4.4 (39.9)                       | 8.2 (46.7)                       |
| Thấp kỉ lục °C (°F)                      | −4 (25)                          | −1 (30)                          | 1 (34)                           | 4 (39)                           | 1 (34)                           | 9 (48)                           | 5 (41)                           | 0 (32)                           | 3 (37)                           | 1 (34)                           | −1 (30)                          | −2 (28)                          | −4 (25)                          |
| Lượng Giáng thủy trung bình mm (inches)  | 5 (0.2)                          | 5 (0.2)                          | 17 (0.7)                         | 48 (1.9)                         | 29 (1.1)                         | 6 (0.2)                          | 50 (2.0)                         | 77 (3.0)                         | 13 (0.5)                         | 2 (0.1)                          | 8 (0.3)                          | 5 (0.2)                          | 265 (10.4)                       |
| Số ngày mưa trung bình                   | 2                                | 3                                | 4                                | 5                                | 5                                | 4                                | 4                                | 5                                | 3                                | 3                                | 2                                | 1                                | 41                               |
| Độ ẩm tương đối trung bình (%)           | 39.3                             | 35.8                             | 38.5                             | 41.1                             | 36.0                             | 27.2                             | 40.1                             | 45.5                             | 29.9                             | 29.0                             | 38.1                             | 37.7                             | 36.5                             |
| Số giờ nắng trung bình ngày              | 8                                | 8                                | 8                                | 9                                | 9                                | 8                                | 6                                | 7                                | 8                                | 9                                | 9                                | 8                                | 8                                |
| Nguồn 1: Climate-Data.org Weather2Travel |                                  |                                  |                                  |                                  |                                  |                                  |                                  |                                  |                                  |                                  |                                  |                                  |                                  |
| Nguồn 2: Climatebase.ru, Voodoo Skies    |                                  |                                  |                                  |                                  |                                  |                                  |                                  |                                  |                                  |                                  |                                  |                                  |                                  |